# Aninoasa
Aninoasa é uma cidade da Roménia com 6.108 habitantes, localizada no judeţ (distrito) de Hunedoara.